# Franz Diederich

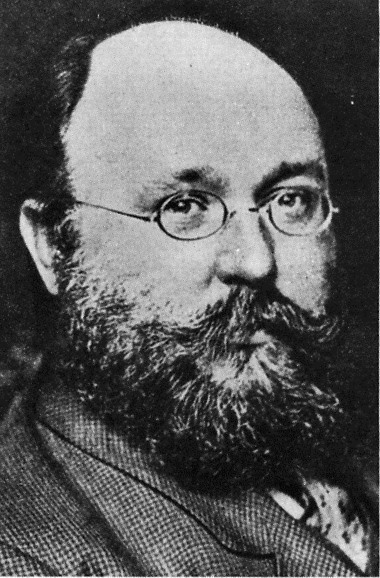
Franz Diederich

Franz Diederich (* 2. April 1865 in Hannover; † 28. Februar 1921 in Stahnsdorf) war ein deutscher Redakteur, Schriftsteller und Dichter. Er publizierte auch unter dem Pseudonym Franz Hagen. Sein Bestreben war die kulturelle Weckung und Vertiefung der sozialistischen Bewegung.

## Leben

### Herkunft
Der Sohn eines hannoverschen Telegrafenobersekretärs studierte Naturwissenschaft und Ethnographie in Jena und Leipzig. Sein Vater brach mit ihm, als er sich um 1885 der Sozialdemokratie anschloss. Ihm kostete sein Bekenntnis zum Sozialismus nicht nur das Elternhaus, sondern auch die Stellung als Redakteur am Brockhaus-Lexikon.

### Wirken
1891 wurde er an der Dortmunder „Arbeiterzeitung“ politischer Redakteur. Pressevergehen brachten ihm 18 Monate Gefängnis ein. Die Polizei führte ihn einmal wie einen Verbrecher in Fesseln vom Schreibtisch zum Gefängnis, ein andermal pfändete sie fast seine ganze Wohnungseinrichtung. An die „Bremer Bürgerzeitung“ kam er 1896. In der Goethe-Gesellschaft fühlte er sich zuhause. Friedrich Ebert, Heinrich Schulz und Pfarrer Kalthoff waren seine Freunde. Diederich hatte schon als Student die Schönheit der Moor- und Heidelandschaft entdeckt, die er in den Gedichtbänden „Worpsweder Stimmungen“ und „Die weite Heide“ beschrieb.
1903 wechselte er von der politischen zur Feuilletonredaktion bei der „Sächsischen Arbeiterzeitung“ in Dresden. Großes Ansehen erwarb er sich als Feuilletonist, Theaterkritiker und Volksbildner. Während dieser Zeit arbeitete er mit Avenarius im Dürerbund zusammen. Er förderte junge Begabungen aus der sozialistischen Arbeiterjugend, wie z. B. die Dichter Robert Grötzsch, Edgar Hahnewald, Max Barthel und Arthur Zickler. Sein Gedichtband „Die Hämmer dröhnen“ wurde in Dresden veröffentlicht.
1911 schrieb er die Anthologie freiheitlicher und sozialer Dichtung aller Völker „Von unten auf“ in der die Übersetzung „Die Internationale“ von ihm ist. Die literarische Studie „Hölderlin und sein Schicksalslied“ stammen ebenfalls von ihm. Sein Auswahlband des Berliner Vormärz-Satirikers Adolf Glaßbrenner hieß „Unterm Brennglas“.
1913 sollte er die Leitung einer geplanten sozialistischen Familienzeitschrift in Berlin übernehmen, doch der Ausbruch des Ersten Weltkriegs machte den Plan zunichte. Er suchte nach einer anderen Tätigkeit und wurde Lektor im Vorwärts-Verlag und gab u. a. „Die Zarengeißel“, „Herzen im Kriege“, „Verbrechergeschichten“, „Wir weben! Wir weben!“ (Heines politische Gedichte) und die Goethe-Ausgabe des Vorwärts-Verlages heraus. Das polizeilich verbotene Gedicht „Kriegstrommel“ befand sich in seiner Sammlung eigner Kampfgedichte 1914 bis 1916, mit dem Titel „Kriegssaat“.
1916 spaltete sich wegen Meinungsverschiedenheiten über die Kriegspolitik der Sozialdemokratie die „Vorwärts“-Redaktion und Heinrich Ströbel, Leid u. a. schieden aus, Diederich übernahm als politischer Redakteur. Er wechselte aber bald wieder zum Feuilleton, schrieb Geschichtsaufsätze und literarische Essays, arbeitete in der Filmprüfstelle im Zentralbildungsausschuss und in der Freien Volksbühne mit. Er veröffentlichte das Buch „Geschichtliche Tat, Blätter und Skizzen aus den Schriften von Karl Marx“ und ein „Lassalle-Brevier“ und nahm die Arbeit an einem Engels-Brevier und einem Buch über den Dichter Georg Weerth auf.
1920 brach Diederich von Überarbeitung, Unterernährung und Kummer erschöpft zusammen. Aus dem pommerschen Erholungsort Polzin verkündete er seine „böse schwarze Arbeitspause“ sei zu Ende und wollte zurück an seinen Berliner Schreibtisch, als er völlig unerwartet am 28. Februar 1921 starb. Er wurde auf dem Waldfriedhof bei Stahnsdorf beigesetzt.
1925 brachte sein Sohn Ludwig Diederich eine Gedichtsammlung unter dem Titel „Jungfreudig Volk“ heraus.

## Werke
- Die Bibel. Ihre Entstehung und Geschichte. Eine historisch-kritische Abhandlung zur Aufklärung des arbeitenden Volkes von Domela Nieuwenhuis. Aus dem Holländischen ins Deutsche übsetzt H. Harders-Bünde und Franz Diederich-Dortmund. G. Slomke, Bielefeld 1892.
- Wintersonnenwende. Zum Gipfel auf! Zwei Volksfestspiele. Verlag der Leipziger Volksbuchhandlung, Leipzig 1893.
- Slomke's Städtebuch für reisende Arbeiter, Handwerker und Künstler. Wissenswertes über ca. 1000 Städte Deutschlands, Oesterreichs und der Schweiz mit gegen 900 Kilometertabellen, Ortsregister und Übersichtskt. Bearb. von Dr. Franz Diederich. G. Slomke, Bielefeld 1895.
- Bremer Märztage 1848. Jubiläums-Gedenkschrift. Auer, Bremen 1898.
- Worpsweder Stimmungen 1901
- Hölderlin und sein Schicksalslied. Ein Zeitbild. Kaden, Dresden 1903.
- Die weite Heide. Stimmungen. Müller, München 1904.
- Die Hämmer dröhnen. Werdestimmen. Kaden, Dresden 1905.
- Wann glücken Volkskunstabende? Callwey, München 1905.
- Vom häuslichen Vorlesen. Callwey, München 1906.
- Wie gewöhnt man an guten Lesestoff? Callwey, München 1906.
- Theaterstücke für Dilettantenbühnen. Callwey, München 1908.
- Fritz Düvell, Franz Diederich: Kometen. Wissenschaft und Aberglaube. Kaden, Dresden 1910.
- Von unten auf. Ein neues Buch der Freiheit. 2 Bände. Verlag Buchhandlung Vorwärts, Berlin 1911.
  - Von unten auf. Ein neues Buch der Freiheit. Gesammelt und gestaltet von Franz Diederich. 2. Aufl. Singer, Berlin 1920.
- Adolf Glasbrenner: Unterm Brennglas. Berliner politische Satire, Revolutionsgeist und menschliche Komödie. Ausgewählt und eingeleitet von Franz Diederich. Mit 117 Bildern von Theodor Hosemann, Adolf Schroedter, Wilhelm Scholz, Carl Reinhardt, Gustav Heil. Verlag Buchhandlung Vorwärts, Berlin 1912.
- Krieg. Ein Buch der Not. Dem Willen zum Frieden gewidmet. Kaden, Dresden 1912.
- Die Zarengeißel. Sturmschreie aus hundert Jahren . Verlag Buchhandlung Vorwärts, Berlin 1914.
- Herzen im Kriege. Schilderungen und Geschichten. Auswahl von Franz Diederich. 2 Bände. Verlag Buchhandlung Vorwärts, Berlin 1915.
- Kriegssaat. Kampfgedichte 1914-1916. Verlag Buchhandlung Vorwärts, Berlin 1916.
- Geschichtliche Tat. Blätter und Skizzen aus den Schriften von Karl Marx. Auswahl und Gruppierung von Franz Diederich. Verlag Buchhandlung Vorwärts, Berlin 1918.
- Hrsg.: Verbrechner Geschichten. Kleist, Droste-Hülshoff, Schiller. Verlag Buchhandlung Vorwärts, Berlin 1918.
- Hrsg.: Verbrechergeschichten. Storm, Moritz, Hartmann, Anzengruber. Verlag Buchhandlung Vorwärts, Berlin 1918.
- Marx-Brevier. Auswahl und Gruppierung von Franz Diederich. Verlag Buchhandlung Vorwärts, Berlin 1918.
- Wir weben! Wir weben! Die politischen Gedichte von Heinrich Heine. Gruppiert und eingeleitet von Franz Diederich. Singer, Berlin 1919.
- Fritz Ebert. Mit Einführung von Konrad Haenisch. Schwetschke, Berlin 1919 (Digitalisat).
- Adolf Douai: Gott, Glauben, Freiheit. Von sozialdemokratischer Erziehung und Sittlichkeit. ABC des Wissens. Mit einer Würdigung Douais von Franz Diederich. Singer, Berlin 1919.
- Lassalle-Brevier. Auswahl und Gruppierung von Franz Diederich. Verlag Buchhandlung Vorwärts, Berlin 1919.
- Jungfreudig Volk. Gedichte von Franz Diederich. Hrsg. von Ludwig Diederich. Arbeiterjugend Verlag, Berlin 1925.